# Lycoris incarnata
Lycoris incarnata là một loài thực vật có hoa trong họ Amaryllidaceae. Loài này được Comes ex Sprenger mô tả khoa học đầu tiên năm 1906.